# 日韓断交共闘委員会
日韓断交共闘委員会（にっかんだんこうきょうとういいんかい）とは大韓民国との国交断絶を目的とした日本の行動する保守系団体による連合体。

## 概要
2012年8月10日、李明博大統領による竹島への上陸や天皇への謝罪要求、ロンドンオリンピックでの竹島領有権主張といった韓国側の行為により自発的に発生した。
日本各地で定期的に「日韓国交断絶国民大行進」というデモ活動を実施しており、韓国の問題点を持ち出してシュプレヒコールを挙げている。この活動を行っている場所の中には韓国の国旗を模した旗を持ち込み、踏みつけたり破ったりするといった行為をし、その様子の動画を投稿している所も存在する。2012年9月23日には北海道札幌市から福岡県福岡市まで全国の主要都市で一斉にデモ行進を行った。新宿で実施されたデモでのデモ隊が新大久保のコリアタウンを通った時には罵声を上げたり、店員に「竹島はどこの領土か」を質問したりした。